# Fujiwara no Toshinari no Musume
Fujiwara no Toshinari no Musume (藤原俊成女, o anche Fujiwara no Shunzei no Musume,; 1171 – 1251) è stata una poetessa giapponese waka del tardo periodo Heian.
È considerata una delle migliori poetesse del suo periodo, insieme alla Principessa Shikishi ed a Kunaikyō. È inclusa nell'elenco delle Trentasei poetesse immortali e dei Trentasei nuovi immortali della poesia.

## Biografia
Sebbene fosse chiamata Figlia (musume significa figlia in giapponese) di Shunzei, in realtà Shunzei era suo nonno mentre il nome del padre biologico era Fujiwara no Moriyori e sua madre era la figlia di Shunzei. Suo nonno era il noto poeta Fujiwara no Shunzei, suo zio era Fujiwara no Teika. Divenne figlia adottiva di suo nonno.
Ha sposato il dainagon Horikawa Michitomo e hanno avuto un figlio e una figlia.
Ha servito l'imperatore in pensione Go-Toba, ha partecipato ai suoi circoli letterari (Go-Toba In) ed ha partecipato a molte gare di waka. Nei suoi ultimi anni scrisse un saggio sulla poesia tanka chiamato Koshibe no Zenni Shōsoku (越部禅尼消息) e fece una raccolta delle sue poesie nel Shunzeikyōmusume-shū (俊成卿女集).

## Poesia
Ventinove delle sue poesie sono state incluse nell'antologia poetica Shin Kokin Wakashū. Tuttavia, ci fu una disputa personale sulle sue abilità waka con Fujiwara no Teika che la criticò e la declassò durante la compilazione dell'antologia imperiale Shin Chokusen Wakashū nel 1234, e solo nove delle sue poesie furono incluse in essa. Fujiwara no Teika fu anche criticato da altri poeti per la sua apparente deliberatamente escluso una qualsiasi delle poesie oggettivamente eccellenti prodotte dai tre imperatori in pensione esiliati all'indomani della guerra Jōkyū (l'imperatore Go-Toba, l'imperatore Tsuchimikado e l'imperatore Juntoku).